# Sylvilagus
Sylvilagus là một chi động vật có vú trong họ Leporidae, bộ Thỏ. Chi này được Gray miêu tả năm 1867. Loài điển hình của chi này là Lepus sylvaticus Bachman, 1837 (= Lepus sylvaticus floridanus J. Allen, 1890).

## Hình ảnh

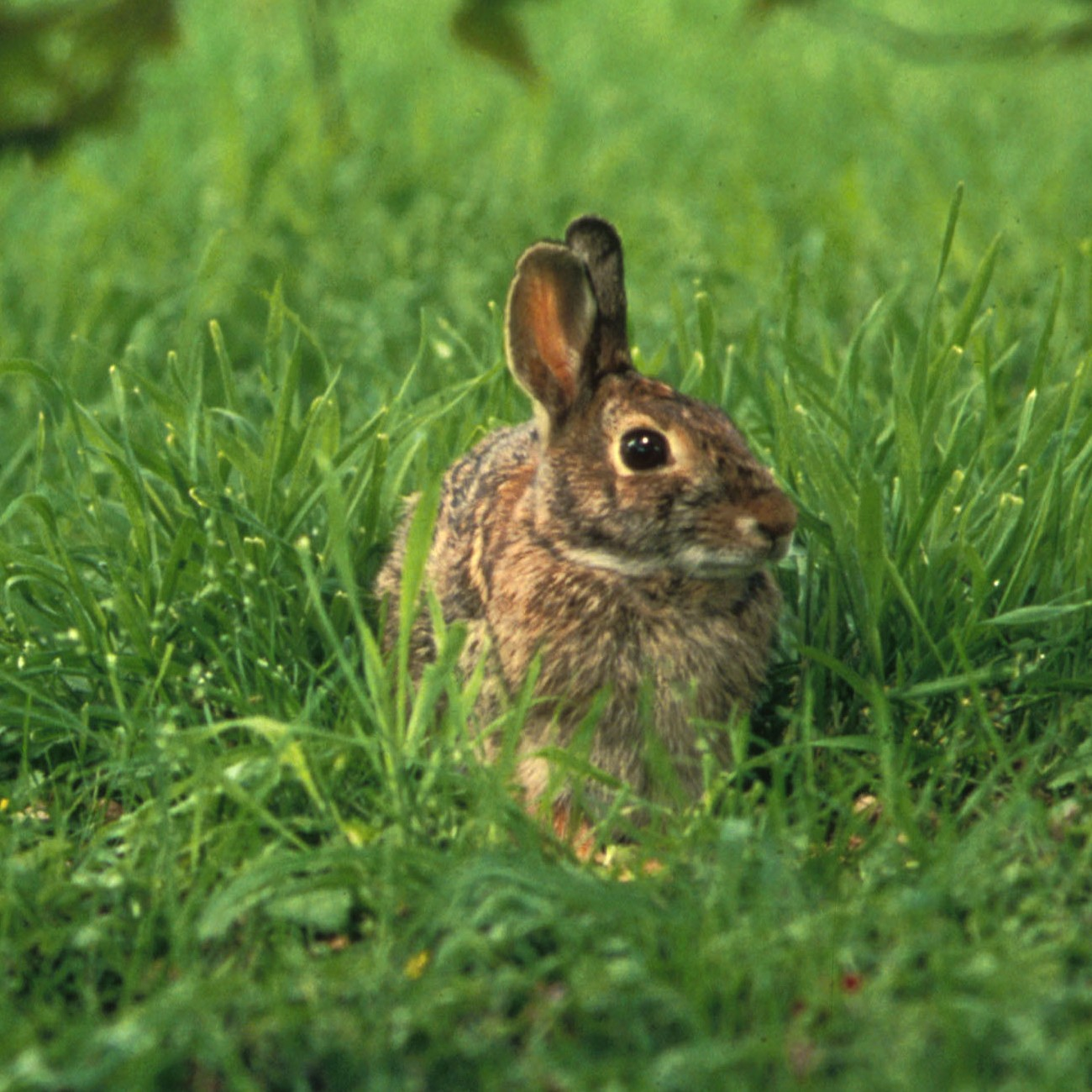
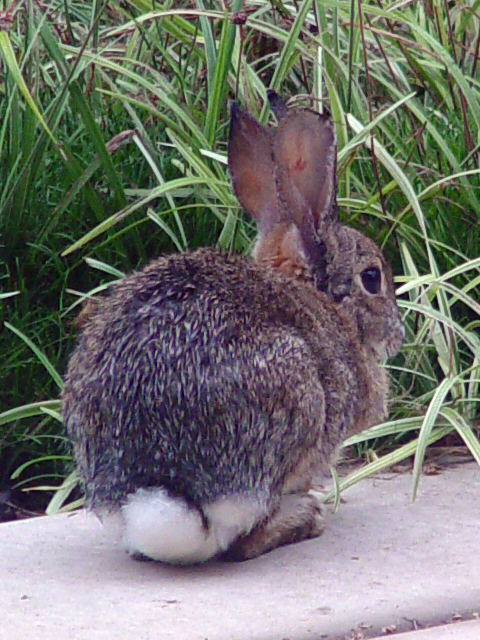
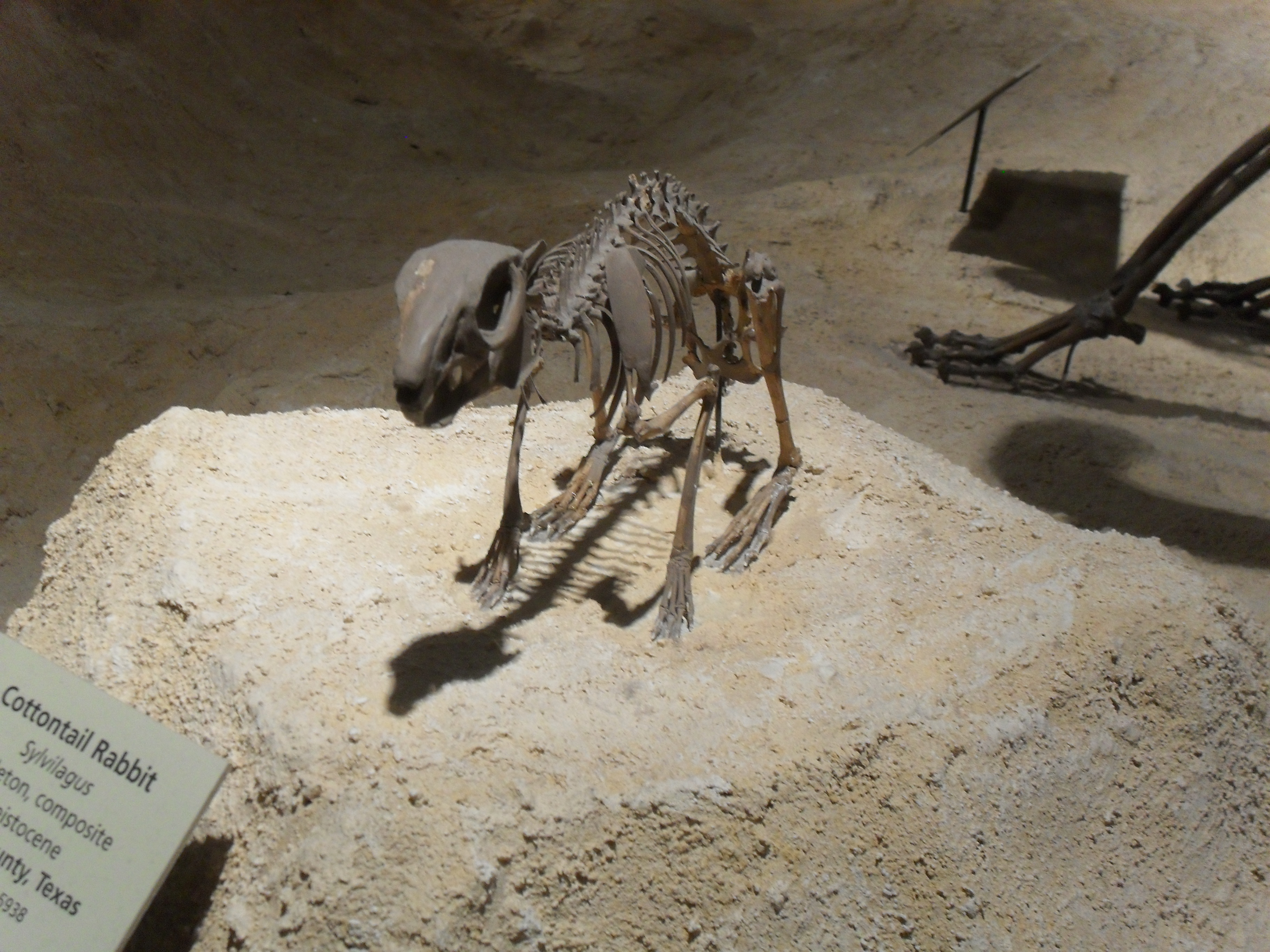

## Các loài
Chi này gồm các loài:
- phân chi Microlagus
  - Sylvilagus bachmani
- phân chi Sylvilagus
  - Sylvilagus audubonii
  - Sylvilagus cognatus
  - Sylvilagus cunicularius
  - Sylvilagus floridanus
  - Sylvilagus graysoni
  - Sylvilagus nuttallii
  - Sylvilagus obscurus
  - Sylvilagus robustus
  - Sylvilagus transitionalis
- phân chi Tapeti
  - Sylvilagus aquaticus
  - Sylvilagus brasiliensis
  - Sylvilagus dicei
  - Sylvilagus insonus
  - Sylvilagus palustris
  - Sylvilagus varynaensis
- Subgenus unknown
  - Sylvilagus mansuetus